# 1517 en santé et médecine
| Années de la santé et de la médecine : 1514 - 1515 - 1516 - 1517 - 1518 - 1519 - 1520    |
| Décennies de la santé et de la médecine : 1480 - 1490 - 1500 - 1510 - 1520 - 1530 - 1540 |

Cet article présente les faits marquants de l'année 1517 en santé et médecine.

## Événement
- Épidémie de suette en Angleterre, avec une forte mortalité à Oxford ou Cambridge, qui atteint cinquante pour cent dans certaines villes, alors que, sur le continent, on n'observe que quelques cas à Calais et Anvers[1].

## Publications
- Hans von Gersdorff (c.1455-1529) : Feldbuch der Wundarzney (« Manuel de chirurgie[2],[3] »).
- Nicolaus Pol (en) (c.1467-1532) : De cura morbi Gallici per lignum guaycanum (« Traitement du mal français  par le bois de gaïac[4] »).

## Naissances
- 10 mai : Leonardo Fioravanti (mort en 1588), médecin italien[5],[6].
- 29 juin : Rembert Dodoens (mort en 1585), médecin des Pays-Bas bourguignons[7].
- 25 juillet : Jacques Peletier du Mans (mort en 1582 ou 1583) : poète français, membre de la Pléiade, mais aussi grammairien, philosophe, mathématicien et médecin[8].
- Pierre Belon (mort en 1564), apothicaire et naturaliste français[9].

## Décès

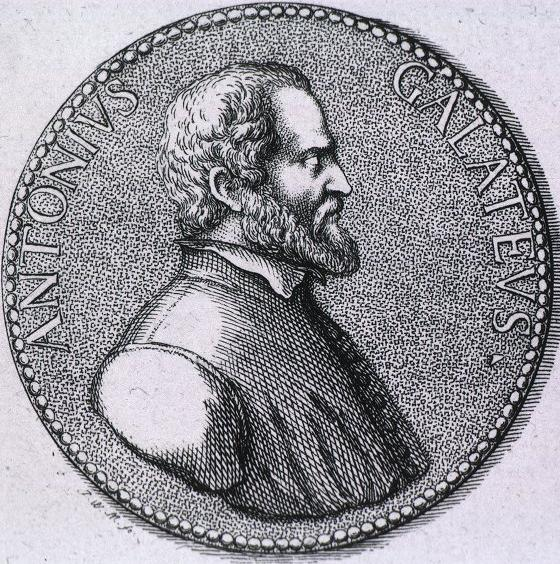
Antonius Galateus
Johann Wilhelm Meil
(XVIIIe s.)

- 12 novembre : Antonio De Ferrariis (né en 1444 ou 1448), médecin et humaniste italien, attaché à la cour de Ferdinand Ier à Naples, praticien à Gallipoli dans le Salente, et auteur de nombreux ouvrages dont un traité sur la goutte (De podagra[10]).
- Antonio Scanaroli (it) (né en 1450), médecin italien[11].